# Occupation israélienne du Liban depuis 2024
 (mai 2025).
La mise en forme du texte ne suit pas les recommandations de Wikipédia : il faut le « wikifier ».
Les points d'amélioration suivants sont les cas les plus fréquents. Le détail des points à revoir est peut-être précisé sur la page de discussion.
- Les titres sont pré-formatés par le logiciel. Ils ne sont ni en capitales, ni en gras.
- Le texte ne doit pas être écrit en capitales (les noms de famille non plus), ni en gras, ni en italique, ni en « petit »…
- Le gras n'est utilisé que pour surligner le titre de l'article dans l'introduction, une seule fois.
- L'italique est rarement utilisé : mots en langue étrangère, titres d'œuvres, noms de bateaux, etc.
- Les citations ne sont pas en italique mais en corps de texte normal. Elles sont entourées par des guillemets français : « et ».
- Les listes à puces sont à éviter, des paragraphes rédigés étant largement préférés. Les tableaux sont à réserver à la présentation de données structurées (résultats, etc.).
- Les appels de note de bas de page (petits chiffres en exposant, introduits par l'outil «  Source ») sont à placer entre la fin de phrase et le point final[comme ça].
- Les liens internes (vers d'autres articles de Wikipédia) sont à choisir avec parcimonie. Créez des liens vers des articles approfondissant le sujet. Les termes génériques sans rapport avec le sujet sont à éviter, ainsi que les répétitions de liens vers un même terme.
- Les liens externes sont à placer uniquement dans une section « Liens externes », à la fin de l'article. Ces liens sont à choisir avec parcimonie suivant les règles définies. Si un lien sert de source à l'article, son insertion dans le texte est à faire par les notes de bas de page.
- La présentation des références doit suivre les conventions bibliographiques. Il est recommandé d'utiliser les modèles {{Ouvrage}}, {{Chapitre}}, {{Article}}, {{Lien web}} et/ou {{Bibliographie}}. Le mode d'édition visuel peut mettre en forme automatiquement les références.
- Insérer une infobox (cadre d'informations à droite) n'est pas obligatoire pour parachever la mise en page.

Pour une aide détaillée, merci de consulter Aide:Wikification.
Si vous pensez que ces points ont été résolus, vous pouvez retirer ce bandeau et améliorer la mise en forme d'un autre article.
 (signalé en août 2025).
Si vous disposez d'ouvrages ou d'articles de référence ou si vous connaissez des sites web de qualité traitant du thème abordé ici, merci de compléter l'article en donnant les références utiles à sa vérifiabilité et en les liant à la section « Notes et références ».
- Archive Wikiwix
- Bing
- Cairn
- DuckDuckGo
- E. Universalis
- Gallica
- Google
- G. Books
- G. News
- G. Scholar
- Persée
- Qwant
- (zh) Baidu
- (ru) Yandex
- (wd) trouver des œuvres sur Wikidata

Contrairement aux accords de cessez-le-feu, Israël décide de maintenir une occupation militaire de cinq avant-postes au sud du Liban dans des lieus stratégiques de façon indéfinie.

## Contexte
Pendant environ 18 ans, de l'invasion israélienne du Liban jusqu’en 2000, l’armée israélienne a maintenue une occupation militaire du sud du Liban. En 2000, l'armée s'est retirée jusqu'à la ligne bleue, la frontière de facto israélo-libanaise. Le 1er octobre 2024, l'armée israélienne a envahi le sud du Liban en meme temps que Gaza, au cours de laquelle elle a capturé des parties importantes du sud du Liban. Le 27 novembre 2024, un accord a été conclu entre Israël et le Liban, selon lequel l'armée israélienne se retirerait du sud du Liban après 60 jours en échange d'un certain nombre de conditions qu'Israël a imposées au Liban. À la fin des 60 jours, Israël a demandé une prolongation de l'occupation jusqu’au 18 février 2024. Cependant, le 17 février, la veille de la date de retrait, Israël a annoncé qu'il retirerait ses forces du sud du Liban, à l'exception de cinq avant-postes déployés le long de la frontière israélo-libanaise, où Israël laisserait des forces militaires. Cette décision est conforme à la volonté des États-Unis, mais le Liban s’y est fortement opposé.  

## Emplacement des postes
Les avant-postes sont répartis le long de la frontière entre Israël et le Liban.  
Voici les emplacements des cinq avant-postes :
1. Stationné à Tel a-Labuna sur l'Echelle de Tyr au-dessus de Shlomi.
2. L'avant-poste de Karkhum à Jebel Blatt près du Moshav Zerait déjà controlée précèdemment.
3. Près d'Avivim, dans la partie centrale du sud du Liban. L'avant-poste contrôle la zone de Marun a-Ras, Aita a-Shaab et Bint Jabal. L'armée israélienne a également occupé ce poste dans sa seconde occupation.
4. Crête de Hammis au-dessus de Metula.
5. Un avant-poste, près de Margaliot et de Ramim Ridge.